# Kościół Przemienienia Pańskiego w Piątnicy Poduchownej
Kościół Przemienienia Pańskiego – rzymskokatolicki kościół parafialny należący do dekanatu Piątnica diecezji łomżyńskiej.

## Historia
Obecna świątynia murowana została zbudowana w latach 1914, 1927–1938 dzięki staraniom księdza Z. Skarżyńskiego; zniszczona w czasie II wojny światowej w 1944 roku, została odbudowana w latach 1945–1953 dzięki staraniom proboszczów: księdza B. Zarzeckiego i księdza S. Prószyńskiego; wieże zostały dobudowane w 1991 roku dzięki staraniom księdza proboszcza Edwarda Zambrzyckiego. Budowla została konsekrowana w 1951 roku. W latach 1995–2000 dzięki staraniom księdza proboszcza Stefana Grajewskiego zostało uporządkowane otoczenie świątyni i zostało zainstalowane nowe nagłośnienie świątyni.